# 량썬
량썬(중국어: 梁森, 병음: Liáng Sēn, 한자음: 양삼, 본명: 량이무(중국어 간체자: 梁译木, 정체자: 梁譯木, 병음: Liáng Yìmù, 한자음: 양역목), 1997년 11월 25일 ~ )은 중국의 배우다.

## 출연작

### 드라마
- 2018년 저장 위성 텔레비전 주파극장 《부요황후》 - 운흔 역
- 2019년 텐센트티비 《전직고수》 - 쑨샹 역

### 예능
- 2017년 베이징 텔레비전 《과계빙설왕》
- 2017년 베이징 텔레비전 《과계가왕 2 》
- 2021년 아이치이 《청춘유니 시즌 3》